# بيت قعطاب (الحيمة الداخلية)

تعديل مصدري - تعديل

بيت قعطاب هي إحدى قرى عزلة الأحبوب بمديرية الحيمة الداخلية التابعة لمحافظة صنعاء، بلغ تعداد سكانها 212 نسمة حسب تعداد اليمن لعام 2004.